# Caroline Harrison

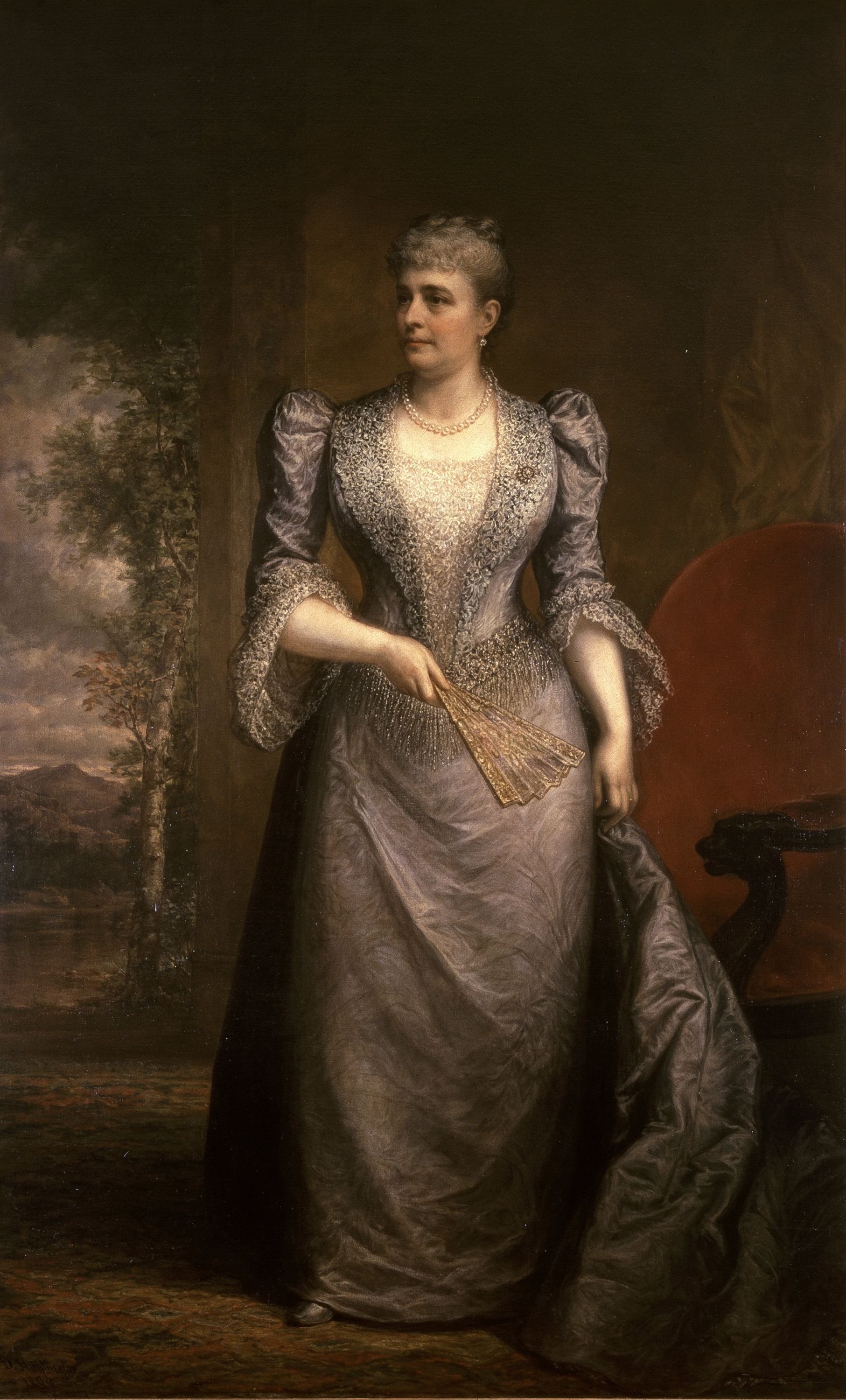

Caroline Laviana Scott Harrison (1 de outubro de 1832 - 25 de outubro de 1892) foi esposa do vigésimo terceiro presidente dos Estados Unidos Benjamin Harrison, "primeira-dama" dos Estados Unidos de 4 de março de 1887 a 25 de outubro de 1892.